# M151
O M151 apelidado de MUTT (Military Utility Tactical Truck - Viatura Utilitária Tática Militar) é um veículo militar de 0,25 ton desenvolvido pela Ford na década de 1950 para substituir as viaturas M38 e M38A1 então em serviço nas Forças Armadas dos Estados Unidos. Tem uma capacidade para quatro passageiros e uma autonomia de 482 km.
Foi utilizado em combate pela primeira vez na Guerra do Vietname. Começou a ser substituído na final da década de 1980 nas Forças Armadas dos EUA pela viatura Humvee. Ainda é utilizado em números limitados como Viatura de Assalto Rápido.
Além dos EUA, o M151 também esteve ao serviço da Arábia Saudita, Canadá, Colômbia, Dinamarca, Espanha, Israel, Itália, Portugal, Suíça e outros.
O Exército Português foi equipado com viaturas M151 da versão A2, a partir de 1978, algumas das quais ainda estão ao serviço.

## Versões
- M151 - Versão inicial de 1960;
- M718 - Ambulância de campanha;.
- M151A1 - Segunda versão de 1964;
- M151A1C - Variante do M151A1 equipada com um canhão sem recuo de 106 mm;
- M151A1D - Variante tática nuclear do M151A1;
- M718A1 - Variante ambulância tática do M151A1;
- M151A2 - Versão aperfeiçoada introduzida em 1970;
- M151A2 FAV - Variante de Assalto Rápido do M151A2;
- M151A2 TOW - Variante do M151A2 equipada com um dispositivo de lançamento de mísseis TOW;
- M825 - Variante equipada com um canhão sem recuo de 106 mm;
- M1051 - Variante de combate a incêndios;
- MRC108 - Varianate de Controlo Aéreo Avançado.

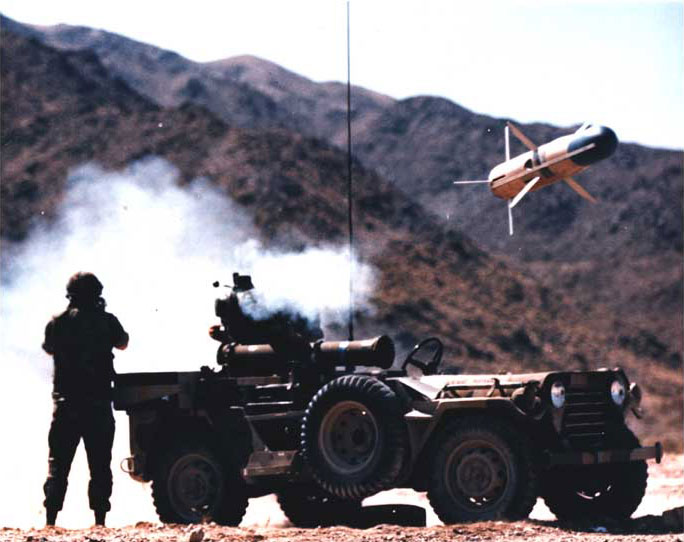
Míssil TOW disparado de um M151
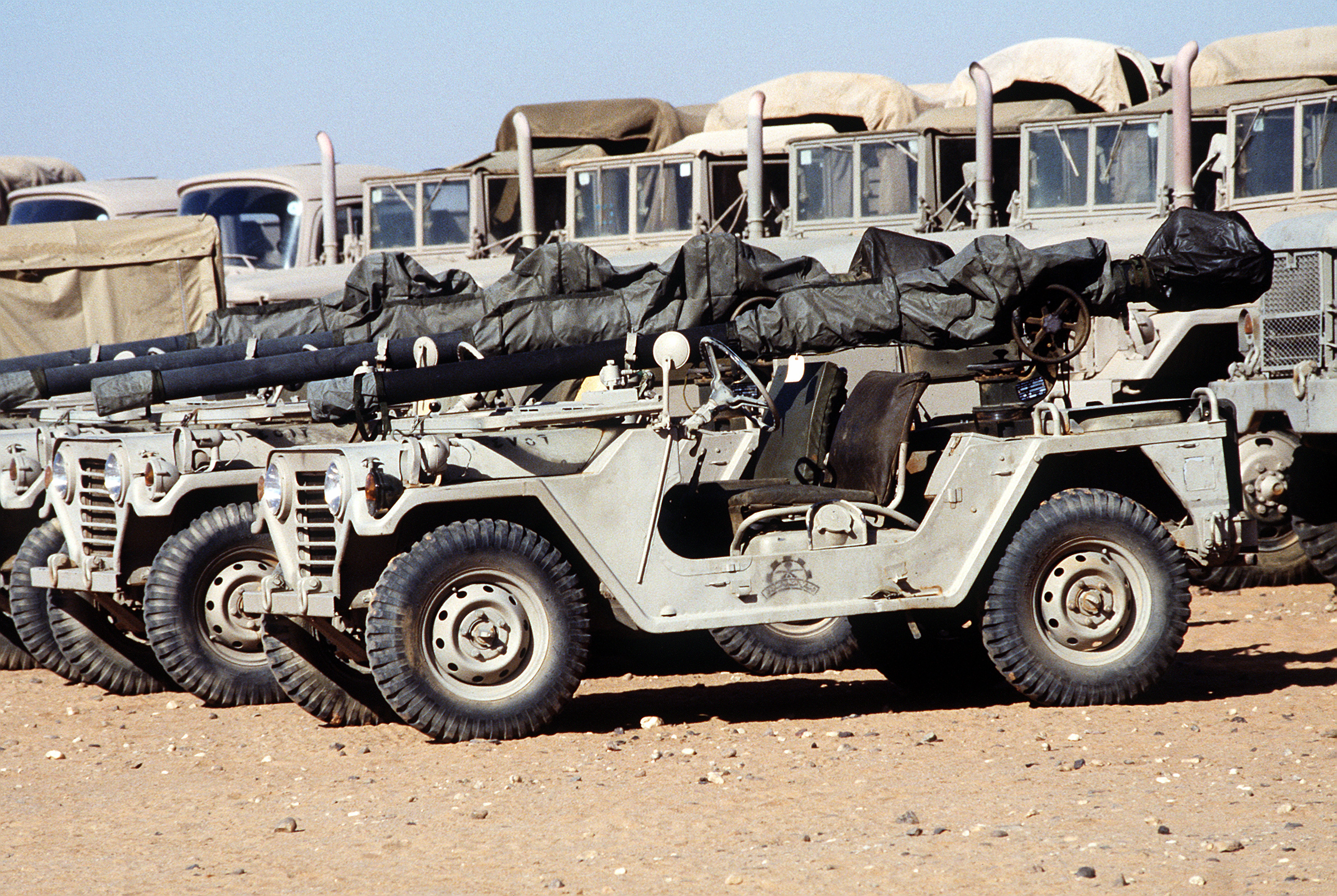
M151 saudita
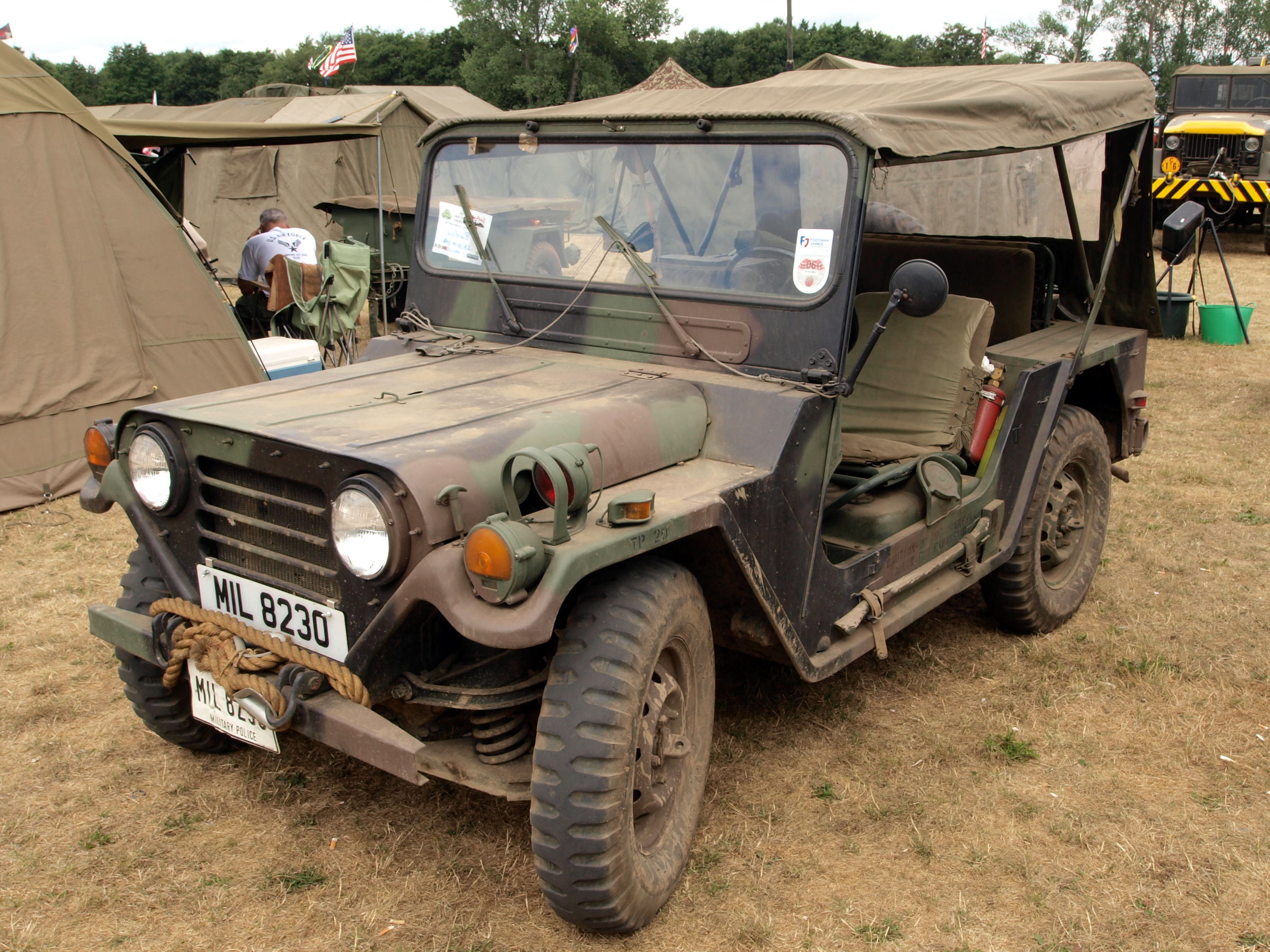
M151 A2

## Operadores
| - Arábia Saudita - Argélia - Argentina - Bahrein - Bolívia - Brasil - Camboja - Camarões - Canadá - Chade - Chile - Colômbia - Coreia do Sul - Dinamarca - Egito - Espanha - El Salvador - Etiópia - Fiji | - Filipinas - França - Gana - Grécia - Guatemala - Honduras - Iêmen - Indonésia - Irão - Israel - Jamaica - Jordânia - Kuwait - Laos - Líbano - Libéria - Líbia - Luxemburgo - México | - Marrocos - Paquistão - Panamá - Paraguai - Peru - Portugal - Reino Unido - Singapura - Somália - Sudão - Taiwan - Tailândia - Tunísia - Turquia - Uruguai - Venezuela - Vietnã do Sul - Zaire |